# Mosquée des Turcs
Pour la mosquée des Turcs de Nantes, voir Mosquée Osmanli.
La mosquée des Turcs, aussi appelée Jemaâ Ettrouk, est une mosquée tunisienne située au centre de Houmt Souk, sur l'île de Djerba, non loin du quartier des fondouks et de l'église Saint-Joseph de Djerba.

## Emplacement
La mosquée des Turcs est localisée au centre de Houmt Souk, presque en face du Centre culturel Ferid-Ghazi et derrière l'église Saint-Joseph, dans ce qui constituait autrefois le quartier des Maltais. Non loin de là se trouve la mosquée des Étrangers, la caserne des pompiers et la perception et direction des impôts.

## Histoire

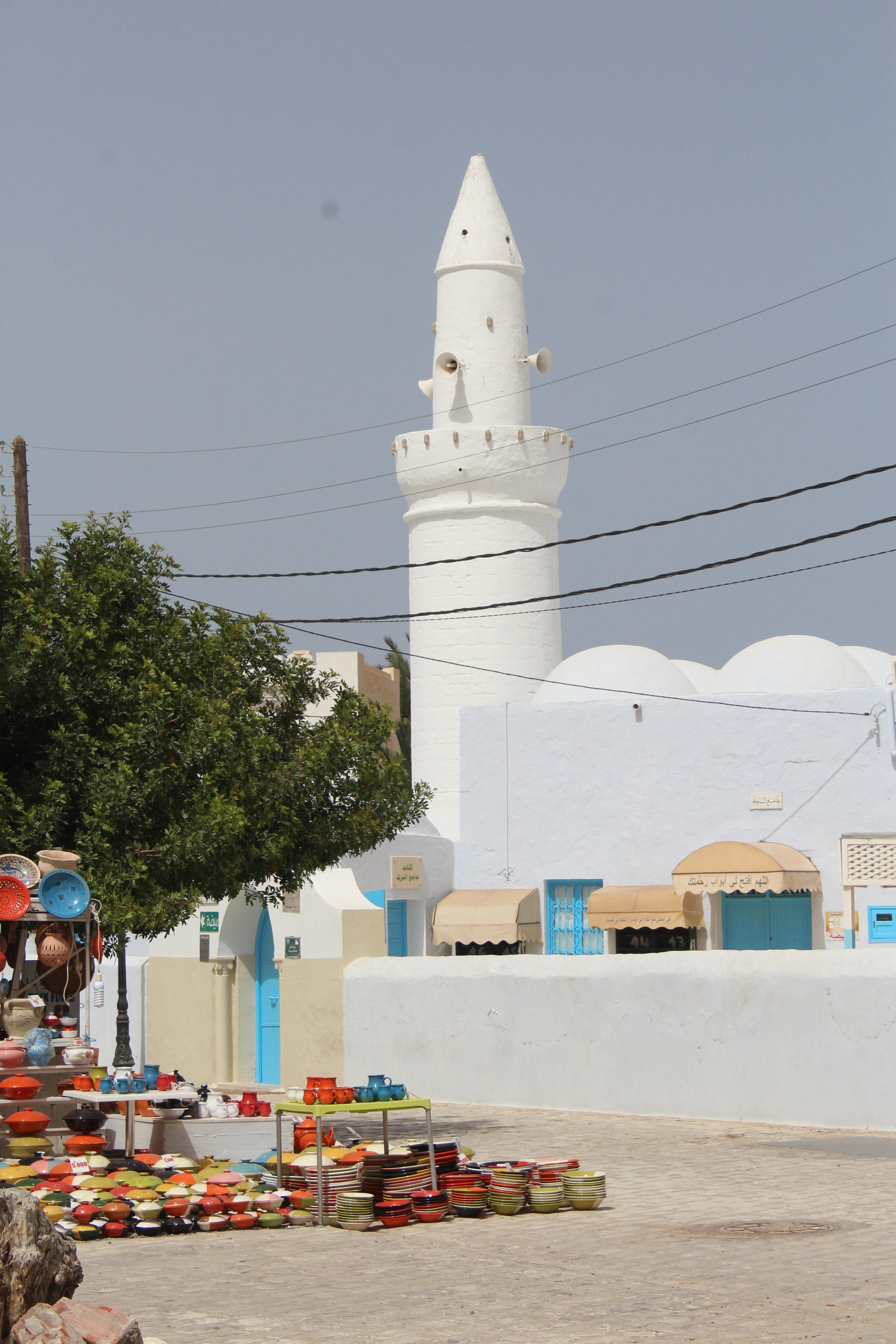
Minaret de la mosquée.

La construction de cette mosquée remonte au XVIe siècle, sous l'impulsion du caïd Ghazi Mustapha Bey installé au Borj El Kebir par Dragut après l'exécution du cheikh de l'île vers 1560. Elle est restaurée à plusieurs reprises et classée monument historique.
Le 15 mars 2022, un arrêté en fait un monument classé.

## Architecture
Il s'agit d'une mosquée de taille moyenne et d'une architecture sobre de murs blancs, caractérisée par son minaret original et unique dans son genre sur toute l'île.
Selon René Stablo, « le minaret est élancé en forme de chandelle se terminant par un cône effilé, il évoque une réminiscence phallique. À mi-hauteur environ, une galerie circulaire, en encorbellement, permet au muezzin d'appeler à la prière ». Elle possède une grande cour et une citerne pour ramasser l'eau pluviale.

## Rite
La mosquée des Turcs est la seule mosquée de Djerba dédiée à l'origine au hanéfisme, rite de la famille régnante, de la cour et de la petite communauté kouloughlis présente dans l'île au moment de la construction de la mosquée. Elle a été affectée depuis longtemps au rite malikite.